# Ribeirão Bonito
Ribeirão Bonito est une municipalité brésilienne de l'État de São Paulo et la Microrégion de São Carlos.